# Зингер, Рубин
Рубин Зингер (р. 1978 или 1979, Австрия) — американский кутюрье из Нью-Йорка. Создаёт женскую одежду и смокинги. Он создал множество сценических костюмов для американских артистов, среди которых можно выделить Шакиру и Алишу Киз. Наиболее известной его работой стал костюм для выступления певицы Бейонсе на Супербоул 3 февраля 2013 года. Рубин Зингер и его работы стали объектом внимания десятков публикаций в прессе.

## Биография
Зингер продолжил династию российских модельеров, является модельером в третьем поколении. Он родился в семье эмигрантов из СССР, которые после отъезда из СССР сначала обосновались в Париже, а затем в Нью-Йорке. Его отец Алик Зингер создавал костюмы для Большого театра и театра Станиславского. Имя Рубину Зингеру дали в честь его деда, тоже Рубина Зингера, который создавал одежду для царской семьи, высших лиц советского государства и социальной элиты.
Зингер сначала осваивал профессию под присмотром своего отца, затем уехал учиться в Центральный Колледж искусства и дизайна имени Святого Мартина в Лондоне. После колледжа он начал работать по специальности в Нью-Йорке. Там он работал модельером у Оскара де ла Рента, затем его обнаружил и взял на работу известный американский модельер Билл Бласс. Затем Зингер работал модельером в компании Kai Milla, названной по имени жены Стиви Уандера, создавшей эту компанию. После двух лет в Kai Milla и публичного запуска этой компании Зингер ушёл оттуда и сосредоточился на создании собственной коллекции. Зингер дебютировал со своей коллекцией во время Недели моды в Нью-Йорке в 2007 году и с тех пор создал девять коллекций одежды.

## Работа для Бейонсе
После создания собственного ателье Рубин стал получать заказы от одной из самых высокооплачиваемых звёзд мировой поп-сцены: американской певицы Бейонсе. Впервые она появилась в наряде, созданном Зингером, на британской версии шоу «The X Factor». С 2010 года Бейонс надевала творения Рубина регулярно.
В октябре 2012 года Бейонсе была утверждена в качестве артистки, выступающей в перерыве Супербоула, запланированного на 3 февраля 2013 года. Телетрансляция Супербоула обычно входит в число самых важных телевизионных событий года в США, в 2013 году его смотрели 108 млн зрителей, если считать только США. По воспоминаниям Рубина, он работал над костюмом Бейонсе для новогоднего шоу 31 декабря 2012 года в Лас-Вегасе. Когда к нему пришли стилисты Бейонсе Ти Хантер и Раквел Смит (англ. Ty Hunter и Raquel Smith), чтобы поговорить насчёт новогоднего вечера, они увидели эскизы коллекции 2013 года «Valkirie’s Dominion» и спросили Зингера, хотел бы он представить свою концепцию для шоу на Супербоуле. Он с радостью принял это предложение.

Рубин Зингер во время работы над сценическим костюмом для выступления американской певицы Бейонсе на Супербоуле в 2013 году, телетрансляция которого является одним из главных телевизионных событий года в США

По словам Рубина, когда он представил Бейонсе свои эскизы и описал концепцию костюма, она спросила его, читает ли он её мысли. Его концепция костюма была принята. От костюма требовалось ни в коем случае не стеснять движения Бейонсе, которая очень много двигается на сцене.
Рубин сделал для Бейонсе следующие вещи костюма: трико, мотоциклетную куртку с несимметричным воротником и несимметричную микроюбку. Основным материалом для трико и мотоциклетной куртки была разного рода чёрная кожа, в том числе кожа питона и игуаны. Микроюбка по замыслу выглядела сделанной из «жидкого нейлона». Для её создания использовали металл, нейлон, шёлк и пластик, изнутри костюм полностью эластичен. При создании костюма использовалась резка лазером. Это один из самых сложных костюмов из коллекции Зингера.
Костюм артиста, выступающего в перерыве Супербоула, должен быть утверждён организаторами матча — американской Национальной футбольной лигой (НФЛ). По словам Рубина, утвердить костюм в НФЛ было сложно, потребовались переделки костюма, изначальная версия которого была намного более вызывающей, чем утверждённая. К кожаному трико прикрепили юбку-оборку из чёрных шантийских кружев.
Рубин работал над костюмом два месяца. Всю последнюю неделю перед выступлением он провёл в Новом Орлеане, где оно проводилось. Чтобы сделать костюм, потребовались пять примерок. По словам Рубина, это было вызвано постоянной потерей веса Бейонсе в ходе интенсивных репетиций перед выступлением, поэтому костюм все время требовалось ушивать. Последняя подгонка была сделана в день выступления. Над костюмом работали 14 человек, на него ушло более 200 человеко-часов. Рубин создал костюм и для ещё одной певицы, участвовавшей в выступлении: Мишель Уильямс, присоединившейся к Бейонс в середине шоу. Кроме того, ателье Зингера пошило кожаные куртки для 120 из 135 танцовщиц, участвовавших в выступлении.
Вскоре после начала выступления Бейонсе сняла куртку и бросила её в толпу. Почти сразу же за курткой последовала микро-юбка, и она осталась в одном чёрном кожаном трико.
Костюм Бейонс стал незабываемым сюрпризом для аудитории и модников. В целом костюм был воспринят положительно. Зрители и фаны положительно отнеслись к смелости и сексуальности наряда. Некоторые родители посчитали его слишком откровенным для телепередачи, которую смотрят и дети. Борцы за права животных из организации PETA подвергли костюм критике из-за использования натуральной кожи.